# ريكاردو أدولفو
ريكاردو أدولفو (1917 بمانيلا في الفلبين - 25 مايو 2005) هو ملاكم فلبيني.

## وصلات خارجية
- ريكاردو أدولفو على موقع أوليمبيديا (الإنجليزية)